# Чукуньере, Ндубиси
Ндубиси Чукуньере (англ. Ndubisi Chukunyere; 23 декабря 1979, Лагос, Нигерия) — нигерийский футболист, выступавший на позиции нападающего. Сыграл один матч за сборную Нигерии.

## Биография

### Клубная карьера
Начинал карьеру в Нигерии, в клубе «Кано  Пилларс», но в молодом возрасте переехал на Мальту. В 1997 году он подписал контракт с клубом «Хибернианс», в котором быстро стал игроком основы и продолжал выступать за клуб до 2005 года. Сезон 2005/06 провёл в составе клуба «Валлетта», но уже через год вернулся в «Хибернианс». В 2008 году он вновь покинул команду и присоединился к «Витториоза Старс», однако сезон спустя снова стал игроком «Хибернианса», где и завершил карьеру через несколько лет.

### Карьера в сборной
Единственный матч за сборную Нигерии провёл 25 ноября 2002 года, отыграв все 90 минут в товарищеской встрече против сборной Египта.

## Личная жизнь
Чукуньере женат на мальтийке. У пары трое детей: сын Айзая и дочери Мелоди и Дестини. Дестини (р. 2002) — певица. Победительница детского Евровидения 2015 и представительница Мальты на Евровидении-2021 в Роттердаме.

## Достижения
«Хибернианс»
- Чемпион Мальты: 2001/02